# Смерть Элизы Лэм
Смерть Элизы Лэм (кант. 藍可兒, Лам Хои; 30 апреля 1991 — февраль 2013) — загадочный инцидент, произошедший в печально известном отеле «Cecil Hotel». Тело канадской студентки было обнаружено в цистерне с водой на крыше здания в Даунтауне Лос-Анджелеса 19 февраля 2013. В начале месяца её объявили пропавшей без вести. Работники отеля обнаружили труп после жалоб посетителей на проблемы с водоснабжением.
За пять дней до обнаружения тела пропажа девушки вызвала большой интерес в связи с тем, что департамент полиции Лос-Анджелеса опубликовал запись с камеры видеонаблюдения в лифте. На записи видно, как Лэм несколько раз выходит и заходит в лифт, предположительно с кем-то говорит в коридоре, странно жестикулирует, пытается спрятаться в кабине лифта и в конечном итоге удаляется в коридор. Видео стало популярным в интернете и набрало много просмотров на YouTube. Выдвигались разные версии её смерти; начиная с паранормальных и заканчивая версией связанной с биполярным расстройством, которым она страдала. Также было высказано предположение о том, что видеоролик подвергся редактированию до публикации его в сеть.
Обстоятельства смерти Элизы также вызывают вопросы: её тело было обнажённым, а её личные вещи и одежда плавали рядом с ней в воде. Судмедэкспертиза Лос-Анджелеса заявила, что Элиза не подвергалась физическому насилию и умерла случайно. Посетители отеля «Cecil Hotel», который произвёл ребрендинг и стал называться «Stay on Main», подали в суд на отель из-за произошедшего инцидента, а родители Лэм позже подали отдельный иск. Некоторые пользователи интернета заметили схожесть смерти Элизы и смерти девочки в хоррор-фильме 2002 года Тёмные воды.

## Предпосылки
Лэм — дочка мигрантов из Гонконга, которые были владельцами ресторана в Бернаби, пригороде Ванкувера, Канада. Училась в Университете Британской Колумбии и ходила туда на летнее обучение, однако в начале 2013 не была зарегистрирована в нем.
Она любила путешествовать одна, на Амтраке и междугородних автобусах. Посетила Зоопарк Сан-Диего и выложила в социальные сети фотографии оттуда. Она приехала в Лос-Анджелес 26 января, а через 2 дня заселилась в Cecil Hotel, рядом с центром города. Её поселили в общую комнату на пятом этаже, однако позже переселили в отдельную комнату из-за жалоб соседей на странное поведение девушки.
В Лос-Анджелесе и до этого происходили убийства и смерти, с которыми этот отель имел связь: серийные убийцы Джек Унтервегер и Ричард Рамирес проживали здесь. В результате одного из самоубийств погиб пешеход, на которого упал самоубийца. После ремонтных работ, отель пытался позиционировать себя как бутик, но репутация компании не изменилась.
Лэм страдала от биполярного расстройства. Ей были прописаны такие лекарства, как: бупропион, ламотриджин, кветиапин и венлафаксин. По словам её родителей, которые якобы держали в тайне заболевание дочери, у неё не было суицидальных идеаций или попыток самоубийства.
В середине 2010 года, она начала вести личный блог в интернете, под названием «Ether Fields» на Blogspot. На протяжении 2-х лет она выкладывала фотографии моделей в модной одежде и истории из её жизни, особенно о борьбе с заболеванием. В январе 2012 года в своём блоге она жаловалась на то, что у неё случился рецидив, из-за которого пришлось пропустить несколько курсов.
Блог просуществовал чуть больше двух лет, но в итоге она решила перейти из Blogspot в Tumblr.

## Исчезновение
Пока Лэм путешествовала, она всегда была на связи с родителями из Британской Колумбии. 31 января 2013 после поездки в Лос-Анджелес, она планировала продолжить путешествие в Санта-Крузе. Родители не дождались от неё звонка и позвонили в полицию Лос-Анджелеса, семья также прилетела в город, чтобы помогать с поисками Лэм.
Персонал отеля, который видел её в тот день, сказал, что она была одна. Вне отеля единственной, кто её заметил, была Кэти Орфен, менеджер книжного магазина напротив отеля, в котором девушка покупала сувениры для семьи. Кэти описала Лэм в интервью для CNN как общительную, «очень живую и дружелюбную».
Полиция обыскала отель. Сотрудники прошли с собаками через всё здание, включая крышу; безуспешно пытаясь найти след. Позже сержант Руди Лопез сказал, что полицейские осмотрели не все комнаты: «Мы бы смогли это сделать, только если бы было открыто уголовное дело, если бы были основания полагать, что было совершено преступление».
6 февраля, спустя неделю после пропажи Элизы Лэм, полиция решила, что им требуется помощь. В окрестностях города были расклеены листовки о пропаже девушки, информацию также распространили в интернете. Дело довели до общественности через СМИ.

### Видеозапись из кабины лифта
Спустя две недели неудачных поисков, 14 февраля полиция решила выложить в сеть ролик с девушкой, записанный камерой видеонаблюдения в лифте 1 февраля. Он привлёк большой интерес пользователей интернета из-за странного поведения Лэм и был тщательно проанализирован общественностью.
Камера была расположена в одном из задних углов кабины лифта, это позволяло видеть как саму кабину, так и коридор. Видео было зернистым, а дата и время пикселизованы.
Когда Лэм заходит в лифт, она одета в красный худи на молнии поверх серой футболки, чёрные шорты и сандалии. Она идёт с левой стороны коридора, заходит в лифт и подходит к панели управления. Нажимает на кнопки и делает несколько шагов назад. Спустя несколько секунд, двери так и не закрываются. Лэм подходит к двери лифта, наклоняется и выглядывает; осматривая обе стороны коридора. Затем возвращается, прижимается к стене, прячется в углу возле панели управления в слепой зоне коридора. Дверь всё так же остаётся открытой.
Лэм снова подходит к выходу и стоит в дверях, опираясь на стенку. Внезапно она выпрыгивает из лифта, делает шаг влево, и, желая зайти обратно, встаëт слева от проёма лифта, при этом её одежда едва попадает в кадр.
Можно заметить, как она поднимает руку к голове, затем снова заходит в кабину, опираясь обеими руками на стенки. Затем она подходит к панели управления, нажимает ещё несколько кнопок, снова выходит из кабины и идёт к стене, у которой стояла ранее, поправляя по пути волосы.
Она поворачивается в правую сторону и начинает махать руками, немного наклонившись и слегка покачиваясь, её пальцы вытянуты, это действие она повторяет несколько раз. После этого она разворачивается и спокойно уходит налево, дверь лифта наконец закрывается.
Ролик был широко распространён, в том числе на китайском видеохостинге Youku, где за первые 10 дней собрал 3 миллиона просмотров и 40 тысяч комментариев. Многие сочли видео тревожным.
Появилось несколько теорий, которые могут объяснить её поведение: первая заключается в том, что она пыталась заставить лифт двигаться, чтобы скрыться от преследователя. Другая заключается в том, что она находилась под воздействием наркотических веществ. Теория о проявлении биполярного расстройства также обсуждалась.
Другие утверждали о редактировании видеоролика до публикации в интернете. Из-за скрытых даты и времени, они также утверждали, что видео подвергали ускорению и замедлению в целях удаления определённых кадров для сокрытия правды о возможной смерти Лэм.

## Обнаружение тела
Во время поисков Элизы Лэм, посетители отеля жаловались на низкое давление воды в кране, тёмный цвет и необычный вкус. В конце концов труп был найден в баке для воды вместимостью 1000 галлонов (3785 литров). Сам бак снабжал водой кухню отеля, номера постояльцев и кафе. После обнаружения тела Элизы, бак был осушён и разрезан, так как люк для техобслуживания был слишком мал для размещения оборудования, необходимого для поднятия трупа со дна.
21 февраля морг Лос-Анджелеса сообщил, что главной причиной утопления девушки послужило её биполярное расстройство. В полном, официальном докладе морга от июня говорится: что тело Элизы Лэм было найдено обнажённым, а её одежда плавала в баке рядом. Часы и ключ от номера отеля были найдены там же.